# Bartolommeo Fiani
Bartolommeo Fiani (Firenze, ... – Forlì, 4 gennaio 1874) è stato un magistrato, scrittore e giornalista italiano.

## Biografia
Fu "Delegato di Governo", ossia Pubblico Ministero a Pisa verso la metà del XIX secolo, quindi ancora sotto il governo del Granducato di Toscana. Aveva già lasciato questa carica nel 1853, quando comparve il suo trattato Della polizia considerata come mezzo di preventiva difesa: trattato teorico-pratico (1853), come si evince dal frontespizio, in cui viene presentato come "Già Delegato di Governo di Pisa". Questo testo è stato definito da Mario Sbriccoli "certamente quanto di meglio abbia prodotto in materia di polizia la dottrina italiana prima dell'Unità".
Fiani appare anche come collaboratore, sia pure sotto pseudonimo, del settimanale La Lente, giornale umoristico di "lettere, scienze, arti, commercio, industria, teatri", apparso in Firenze a partire dal 1º gennaio 1856 e pubblicato fino all'11 gennaio 1861.
Negli ultimi anni di vita, risulta residente a Forlì da cui spedisce ad Alessandro Manzoni il primo volume del romanzo L'assedio di Forlì (16 ottobre 1869) e dove il suo nome appare come direttore del Giornale dell'Esposizione Agraria nell'ottobre 1871.
Come scrittore di narrativa, si segnala per l'opera storica, ispirata alla Battaglia di Forlì del 1282, L'assedio di Forlì. Racconto del secolo XIII, che avrebbe dovuto dar luogo ad una trilogia. Poiché Fiani ne scrive le sole prime due parti, Franco Mistrali, visto il successo del romanzo, ne compone il terzo volume: L'assedio di Forlì. Racconto del secolo XIII. Guido Bonatti, che viene pubblicato nel 1876, quando Fiani era deceduto.

## Opere

### Dottrinali
- Della polizia considerata come mezzo di preventiva difesa: trattato teorico-pratico, Tipografia Nazionale Italiana, Firenze 1853. (Testo online in Google Libri)

### Narrative
- L'assedio di Forlì. Racconto del secolo XIII. Prologo. Simone Mastaguerra. Volume I, Tip. Matteo Casali e Comp., Forlì 1869. (Testo online in Google Libri)
- L'assedio di Forlì. Racconto del secolo XIII. Volume II. Tebaldello Zambrasi, Brugnoli, Lugo 1873. (Testo online in Google Libri)

### Libretti d'opera
- La cacciata del duca d'Atene. Melodramma serio in 4 atti, Tipografia dell'Associazione, Firenze, 1874. (Testo online in Archive.org)